# Simsonbrunnen (Bern)

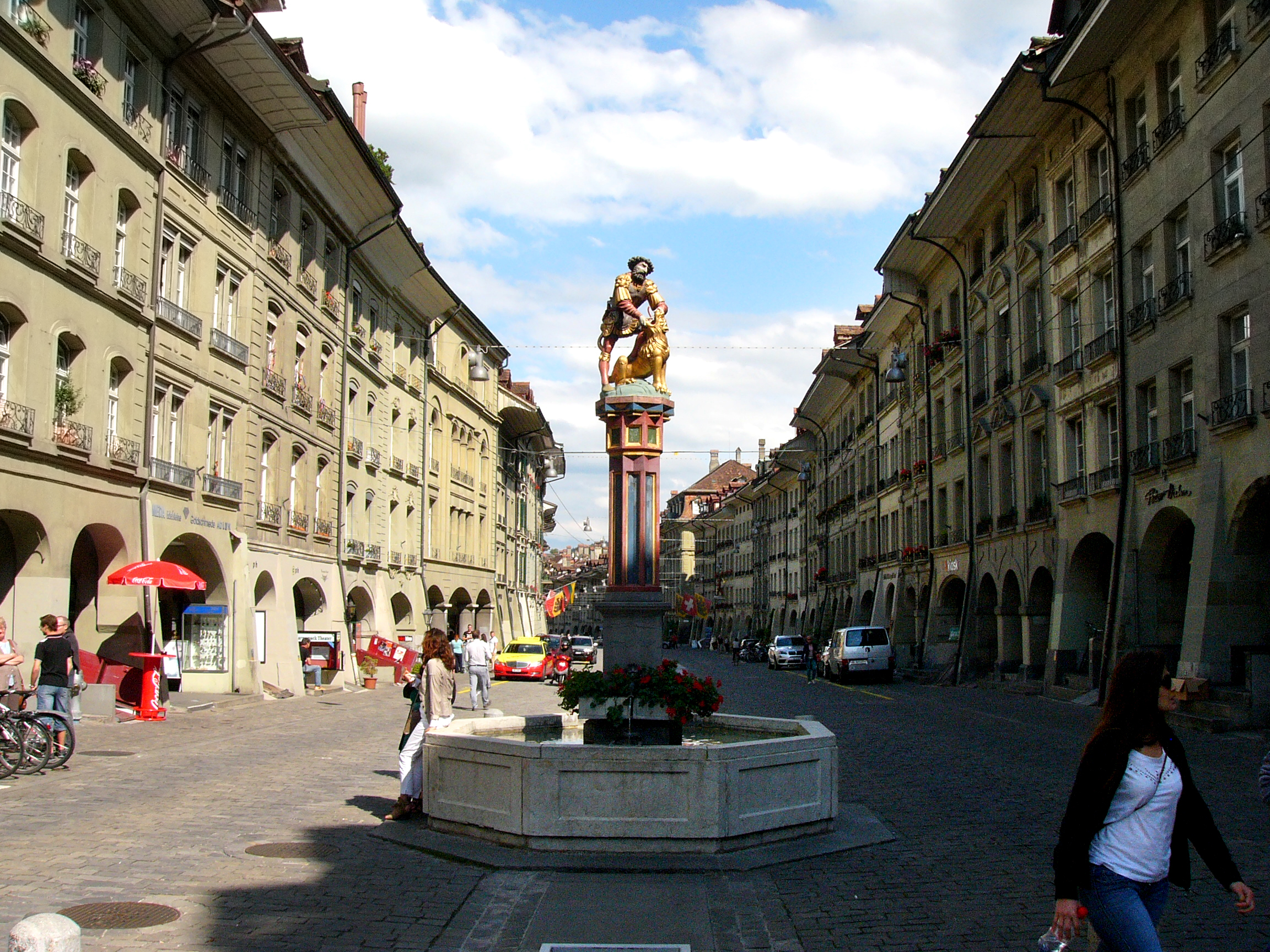
Brunnen in der Kramgasse von Westen (2014)

Der Simsonbrunnen, ursprünglich auch als Schaalbrunnen bekannt, steht in der Kramgasse in der Altstadt der Stadt Bern und gehört zu den Berner Altstadtbrunnen aus dem 16. Jahrhundert.

## Geschichte

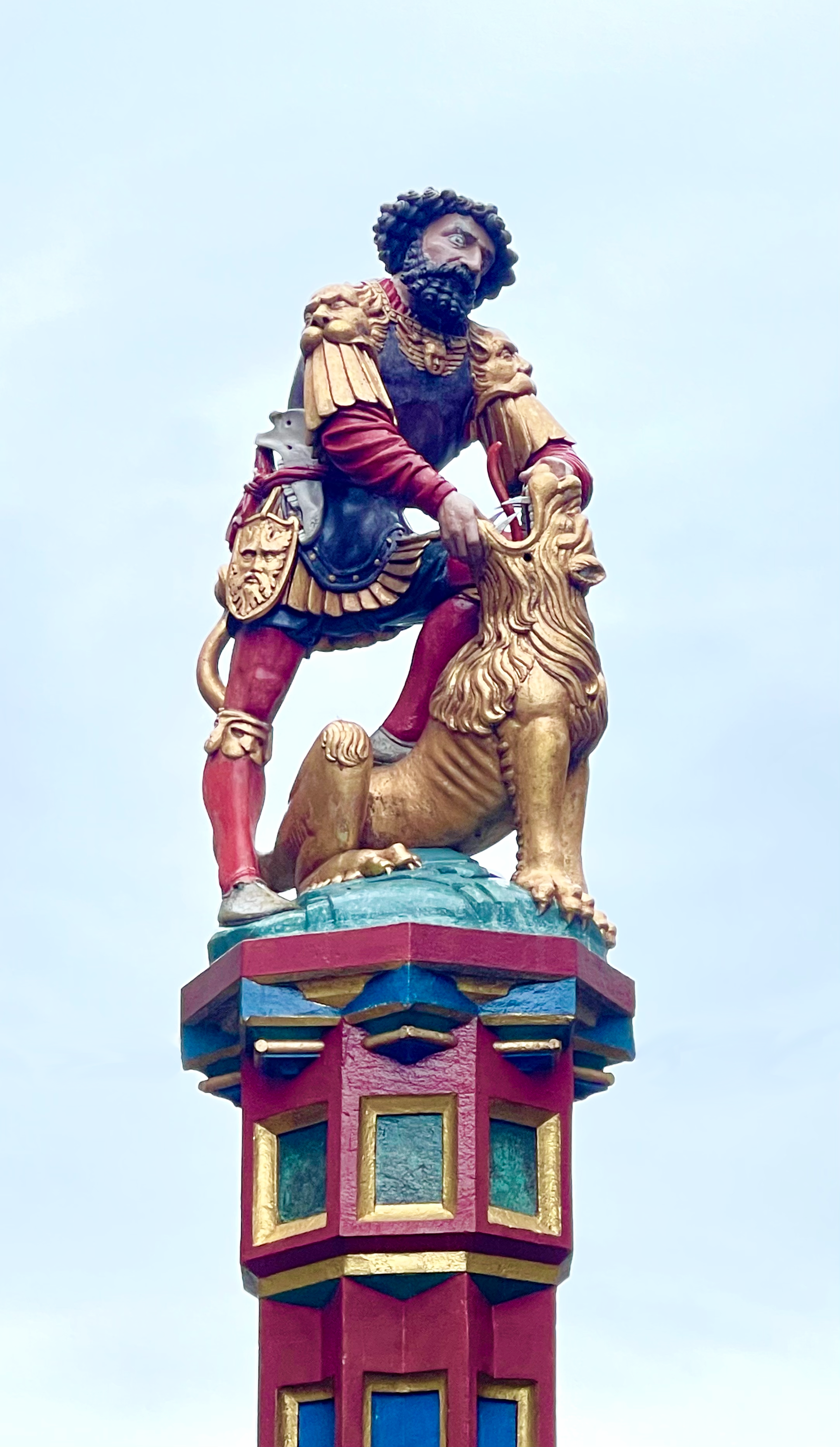
Simson und Löwe (Bild 2024)

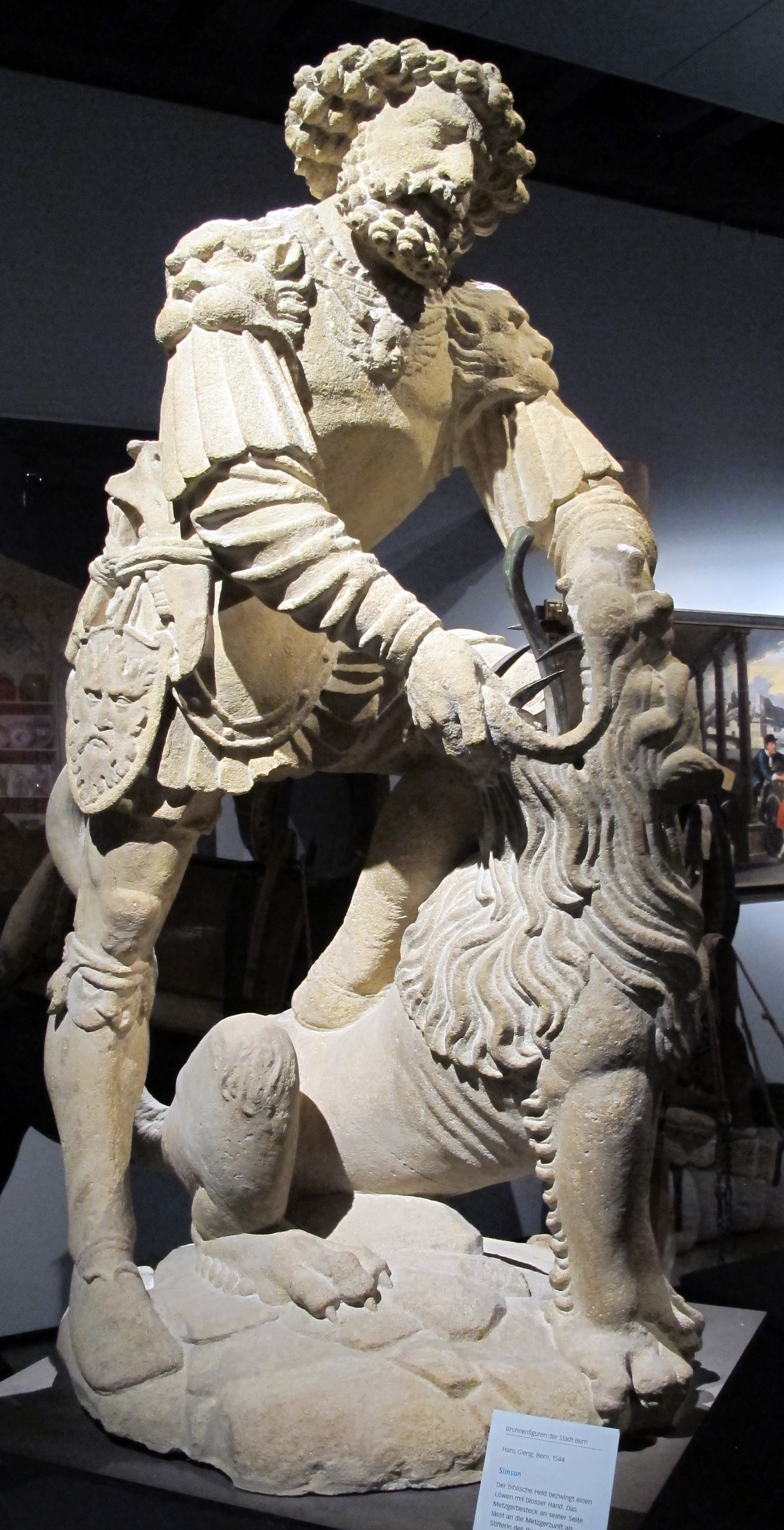
Originalfigur im Bernischen Historischen Museum (Bild 2014)

Der Brunnen wurde 1527 errichtet und 1544 um ein achteckiges Wasserbecken und die von Hans Gieng geschaffene Brunnenfigur erweitert. Diese stellt den römisch gekleideten biblischen Helden Simson dar, wie er einen Löwen beim Maul packt, um ihn zu zerreissen (vergleiche Buch der Richter 14,6). Simson war im 16. Jahrhundert ein beliebtes Sinnbild der Kraft und galt als der biblische Herakles.
Simson ist bewaffnet mit dem Kinnbacken eines Esels (vergleiche Buch der Richter 15,15–17) und trägt ausserdem die Werkzeuge eines Metzgers. Möglicherweise wurde dieser Brunnen von der Zunft der Metzger gestiftet. Ursprünglich hiess er Schaalbrunnen (von Schaal als altertümlicher berndeutscher Bezeichnung eines Schlachthauses), seit 1687 Metzgernbrunnen, und erst 1827 erhielt er seine heutige Bezeichnung.
Säule und Figur wurden 1973 durch Kopien von Werner Dubi ersetzt. Das Original findet sich im Historischen Museum.
2015 wurde der Brunnen instand gesetzt.
Der Brunnen steht auf der Höhe der Häuser Kramgasse Nr. 35 und 36. Die Figur ist nach Westen ausgerichtet.
Drei Jahre später schuf die Werkstatt von Hans Gieng die Figur für den "katholischen" Samsonbrunnen in Freiburg.

## Trinkwasser

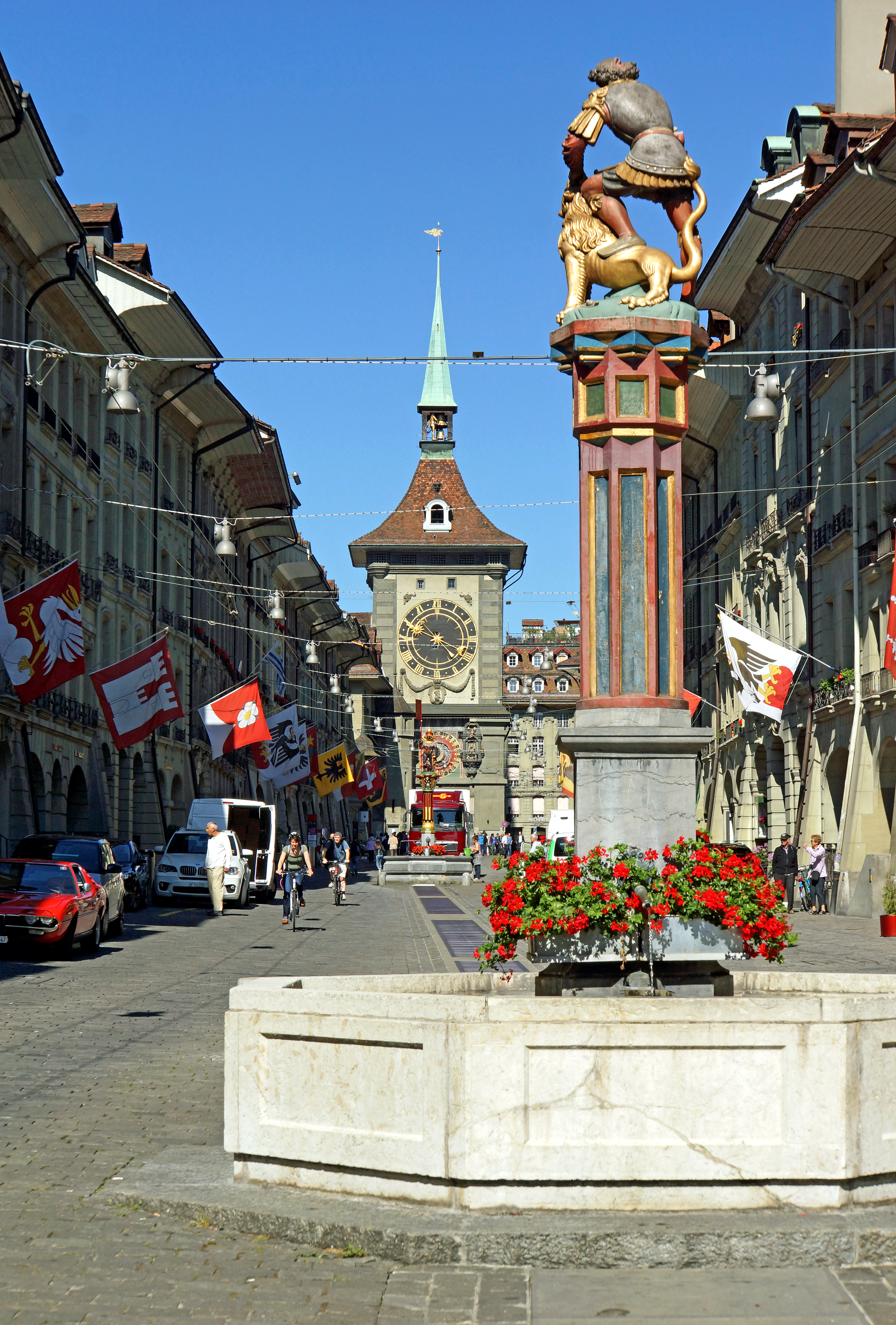
Brunnenfigur von der Rückseite, mit Zytglogge im Hintergrund (2015)

Das Trinkwassernetz von Energie Wasser Bern (ewb) versorgt den Brunnen mit Trinkwasser, dessen Qualität regelmässig überprüft wird.